# John Naupa
John Naupa, né en 1941 à Erromango, est un homme politique vanuatais.

## Biographie
Issu d'une fratrie de douze enfants, il est scolarisé dans des pensionnats presbytériens. Il travaille plusieurs années comme marin à bord de divers bateaux commerciaux, puis est employé comme magasinier dans l'administration publique coloniale britannique. Il y est promu clerc puis cadre supérieur. En 1968 il épouse Anne Gillet, enseignante britannique en poste dans la colonie.
Engagé dans le Vanua'aku Pati (parti politique indépendantiste), il est nommé en décembre 1978 ministre de la Santé dans le gouvernement d'union nationale que mène Gérard Leymang. Aux élections de 1979 il est élu député des îles du sud de la colonie, et nommé ministre des Transports et des Communications dans le gouvernement de Walter Lini, avec pour responsabilités ministérielles les ports, le transport maritime, les services météorologiques, la radio, la poste, l'aviation civile et les travaux publics,.
Le Vanuatu devient indépendant en 1980, et comme plusieurs autres ministres, John Naupa entre en conflit avec le Premier ministre Walter Lini durant les années 1980 et quitte le gouvernement. Il n'est pas réélu aux élections de 1983 ; c'est le futur Premier ministre Edward Natapei, candidat du Vanua'aku Pati, qui remporte sa circonscription des îles du sud,,. En décembre 1988, à la suite d'une scission dans la majorité parlementaire, le président de la République Ati George Sokomanu annonce une dissolution du Parlement et la convocation d'élections anticipées, et nomme un gouvernement par intérim auquel participe John Naupa. Le gouvernement Lini refuse de reconnaître ces décisions du président. La Constitution de Vanuatu ne permet au président de la République de dissoudre le Parlement qu'à la demande du Conseil des ministres. Arrêtés, Ati George Sokomanu, Barak Sope, Maxime Carlot et Willie Jimmy sont reconnus coupables de conspiration et condamnés à entre deux et six ans de prison ; John Naupa est acquitté, n'ayant pas eu d'intention manifeste de commettre un acte illégal.